# Torre Càpsula Nakagin
La Torre Càpsula Nakagin va ser una torre residencial i d'oficines d'ús mixt dissenyada per l'arquitecte Kisho Kurokawa (1934-2007) i situada a Tòquio, al Japó.
Construït en dos anys del 1970 al 1972, l'edifici és un rar exemple del metabolisme japonès (al costat del Centre internacional de conferències de Kyoto), un moviment arquitectònic emblemàtic del ressorgiment cultural de postguerra al Japó. Va ser el primer exemple del món d'arquitectura de càpsula construït ostensiblement per a un ús permanent i pràctic. L'edifici, però, va caure en ruïna. Al voltant d'una trentena de les 140 càpsules encara s'usaven com a apartaments l'octubre de 2012, mentre que la resta s'utilitzaven per a emmagatzematge o restaven abandonades.
El març del 2022 es va anunciar que l'edifici seria enderrocat. La campanya per a recaptar fons per a salvar-lo i preservar-lo no va reeixir. Finalment, l'edifici es va desmuntar, no només enderrocar.

## Disseny i construcció
L'edifici estava format per dues torres de formigó interconnectades, d'onze i tretze pisos respectivament, que formaven 140 càpsules prefabricades autònomes. Cada càpsula mesurava 2,5 m per 4,0 m amb una finestra d'1,3 m de diàmetre en un extrem i funcionaven com un petit espai de vida o treball. Les càpsules es podien connectar i combinar per a crear espais més grans. Cada càpsula estava connectada a un dels dos eixos principals per només quatre cargols d'alta tensió i estava dissenyada per a ser reemplaçable. Tot i que les càpsules es van dissenyar pensant en la producció en massa, cap de les unitats va ser substituïda d'ençà de la construcció original.

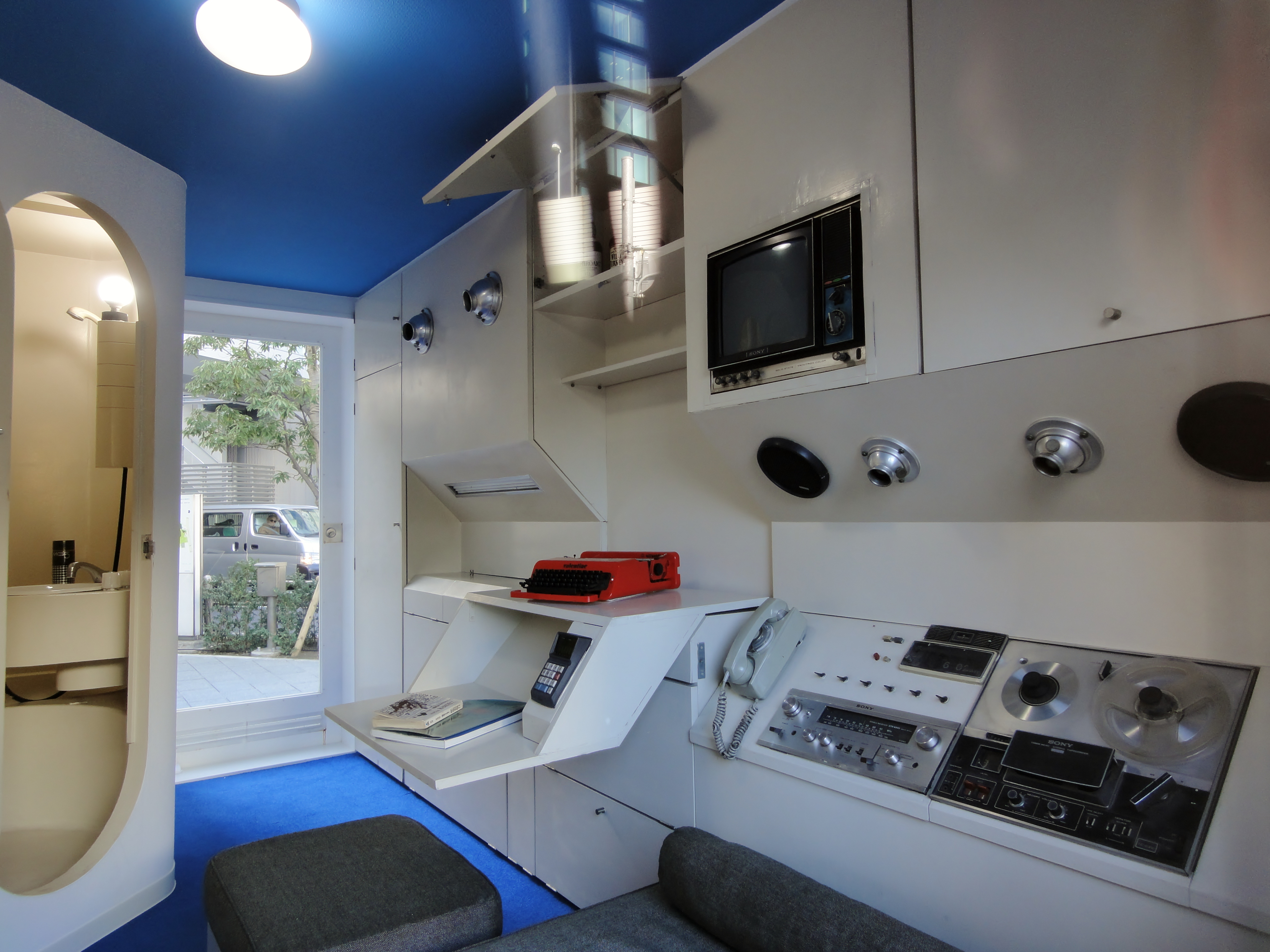
Rèplica d'una càpsula al Museu d'Art Mori el 2011

Les càpsules es van equipar en una fàbrica amb utilitats i accessoris interiors abans de ser enviades muntades a les torres de formigó. Cada càpsula s'acoblava de manera independent fent volada de l'eix, de manera que qualsevol càpsula es podia treure fàcilment sense afectar les altres. Les càpsules eren caixes d'armadura d'acer lleugera totalment soldades revestides amb panells d'acer galvanitzats que es van recobrir amb pintura antioxidant i es van acabar amb una capa d'esprai brillant Kenitex. Des del soterrani fins al segon pis es va utilitzar formigó ordinari i per sobre d'aquests nivells es va utilitzar formigó lleuger.
El públic objectiu era el treballador professional solter de Tòquio. Els pieds-à-terre compactes portaven incorporats una paret d'electrodomèstics i armaris integrats en un costat, que incloïen una cuina, una nevera, un televisor i una magnetòfon de bobina oberta. Una bany de la mida d'un lavabo d'avió es va col·locar en la cantonada oposada. Una gran finestra circular sobre el llit dominava l'extrem més llunyà de l'habitació. L'arquitecte va declarar que aquest edifici reflectia l'asimetria que forma part de la tradició japonesa.

## Enderroc
Tot i que les càpsules es podien treure o substituir individualment, quan es va plantejar la demolició el 2006 es va estimar que la renovació requeriria uns 6,2 milions de iens per càpsula. El concepte original era que les càpsules individuals serien reparades o substituïdes cada 25 anys, però les càpsules es van deteriorar i les reparacions no es van arribar a fer.
El 2007, el 80% dels propietaris de càpsules van aprovar-ne la demolició al·legant les condicions miserables i exigües, així com preocupacions per l'amiant, i van votar a favor de demolir l'edifici i substituir-lo per una torre més gran i moderna. Per tal de preservar el seu disseny, Kurokawa va proposar aprofitar el disseny flexible «desconnectant» les caixes existents i substituint-les per unitats actualitzades.
Oposant-se a la demolició programada, Nicolai Ouroussoff, crític d'arquitectura a The New York Times, va descriure la Torre Càpsula Nakagin com «una arquitectura magnífica, com tots els grans edificis és la cristal·lització d'un ideal cultural de gran abast. La seva existència també és un poderós recordatori de camins no recorreguts, de la possibilitat de mons modelats per diferents conjunts de valors».
L'aigua calenta de l'edifici es va tancar el 2010. El 2014, Masato Abe, propietari d'una càpsula, antic resident i fundador del projecte Salvem Nakagin Tower va declarar que el projecte intentava obtenir donacions d'arreu del món per a comprar totes les càpsules i preservar l'edifici no va reeixir. El novembre de 2021 l'edifici encara acollia 20 inquilins. L'enderrocament de la torre va començar el 12 d'abril de 2022 i algunes càpsules individuals es van poder conservar o reciclar.
Un edifici inspirat en la Nakagin Capsule Tower apareix a la pel·lícula de 1972 Godzilla contra Gàinga. També el 2013 va aparèixer a la pel·lícula de superherois The Wolverine com un meublé a la prefectura d'Hiroshima.